# Michael Rostovtzeff

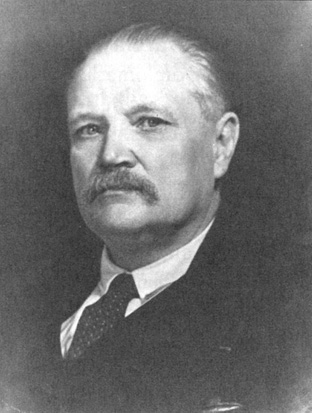
Michael Rostovtzeff

Michael Ivanovitsj Rostovtzeff (Russisch: Михаил Иванович Ростовцев) (Zjytomyr, Keizerrijk Rusland, 10 november 1870 - New Haven, Verenigde Staten, 20 oktober 1952) was een van de belangrijkste 20e-eeuwse autoriteiten op het gebied van de oud-Griekse, Iraanse en Romeinse geschiedenis.
Rostovtzeff wordt herinnerd als de eerste historicus die de economieën uit de oudheid probeerde te verklaren in termen van kapitalisme en revoluties. Social and Economic History of the Roman Empire (1926) en A Social and Economic History of the Hellenistic World (1941) waren zijn baanbrekende werken, die de aandacht van historici van militaire of politieke gebeurtenissen verlegden naar globale economische of sociale problemen, die voor zijn tijd onder de oppervlakte verborgen waren bleven. 

## Nederlandse vertalingen
- De oude wereld: Het Nabije Oosten en Griekenland. Utrecht/Antwerpen: Het Spectrum (Aula-boeken 161), 1964 (A History of the Ancient World: Volume I The Orient and Greece. Oxford: Clarendon Press, 1926).
- De oude wereld: Rome. Utrecht/Antwerpen: Het Spectrum (Aula-boeken 162), 1968 (A History of the Ancient World: Volume II Rome. Oxford: Clarendon Press, 1927).

- Bibsys: 90324257
- Biblioteca Nacional de España: XX1098841
- Bibliothèque nationale de France: cb120891325 (data)
- CiNii: DA01474190
- Gemeinsame Normdatei: 118927086
- International Standard Name Identifier: 0000 0001 2277 1015
- Library of Congress Control Number: n79130756
- Nationale Bibliotheek van Letland: 000028847
- Bibliotheek van het Japanse parlement: 00454758
- Nationale Bibliotheek van Tsjechië: jo2002162371
- Nationale bibliotheek van Australië: 36587338
- Nationale Bibliotheek van Israël: 987007267091705171
- Nationale en Universitaire bibliotheek Zagreb: 000184482
- Nederlandse Thesaurus van Auteursnamen: 068443927
- Istituto Centrale per il Catalogo Unico: TO0V158042
- LIBRIS: 197939
- SNAC: w6417gzd
- Système universitaire de documentation: 029219116
- Trove: 1307315
- Virtual International Authority File: 90637534
- WorldCat: E39PCjyJFBmvmcrfrt3wmRCbBP